# Eusterinx tobiasi
Eusterinx tobiasi är en stekelart som beskrevs av Humala 2004. Eusterinx tobiasi ingår i släktet Eusterinx och familjen brokparasitsteklar. Inga underarter finns listade i Catalogue of Life.